# Texas Tennis Open
A Texas Tennis Open egy évente megrendezett tenisztorna volt nők számára az amerikai Dallasban.
A verseny International kategóriájú, összdíjazása 220 000 dollár volt. Az egyéni főtáblán harminckét játékos szerepelt. A mérkőzéseket kemény borítású pályákon játszották, első alkalommal 2011-ben. 2013-tól törölték a WTA versenynaptárból.

## Döntők

### Egyéni
| Év   | Győztes        | Ellenfél a döntőben | Eredmény a döntőben |
| ---- | -------------- | ------------------- | ------------------- |
| 2012 | Roberta Vinci  | Jelena Janković     | 7–5, 6–3            |
| 2011 | Sabine Lisicki | Aravane Rezaï       | 6–2, 6–1            |

### Páros
| Év   | Győztesek                      | Ellenfelek a döntőben           | Eredmény a döntőben |
| ---- | ------------------------------ | ------------------------------- | ------------------- |
| 2012 | Marina Eraković Heather Watson | Līga Dekmeijere Irina Falconi   | 6–3, 6–0            |
| 2011 | Alberta Brianti Sorana Cîrstea | Alizé Cornet Pauline Parmentier | 7–5, 6–3            |